# NGC 6821
NGC 6821 este o emission-line galaxy⁠(d) situată în constelația Vulturul. A fost descoperită în 8 august 1863 de către Albert Marth.